# Dalia Grybauskaitė
Dalia Grybauskaitė (přechýleně Dalia Grybauskaitėová, * 1. března 1956 Vilnius, Litevská SSR) je litevská politička a v letech 2009–2019 prezidentka Litvy.
Mezi roky 2001–2004 zastávala úřad ministryně financí v kabinetu Algirdase Brazauskase a dalších pět let působila jako členka dvou evropských komisí. V komisi Romana Prodiho byla mezi květnem a listopadem 2004 komisařkou pro vzdělání a kulturu, spolu s Viviane Redingovou. V období 2004–2009 pak spravovala portfolio financí a rozpočtu pod vedením předsedy komise Josého Manuela Barrosa.

## Život
Dalia Grybauskaitė se narodila ve Vilniusu v dělnické rodině, její matka Vitalija Korsakaitė (1922–1989) byla prodavačka, otec Polikarpas Grybauskas (1928–2008) byl elektrikář a řidič.

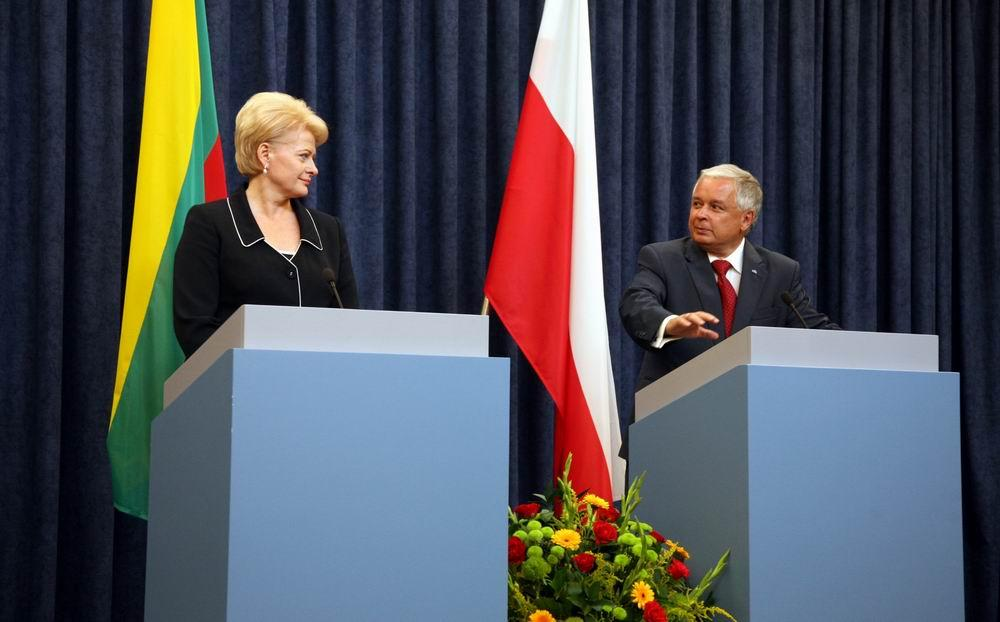
Dalia Grybauskaitė s polským prezidentem Lechem Kaczyńskim 28. srpna 2009 v prezidentském paláci ve Varšavě

Grybauskaitė maturovala na tehdejší Vilniuské střední škole Salomėji Nėris, v roce 1983 dostudovala politickou ekonomii na tehdejší Leningradské univerzitě A. Ždanova v Leningradě, v roce 1988 v Moskvě habilitovala na doktorku věd. V letech 1983 až 1989 byla členkou Komunistické strany Sovětského svazu a do roku 1990 byla členkou Komunistické strany Litvy. Vědecká hodnost jí byla v Litvě nostrifikována na doktorku sociálních věd – obor ekonomika. V roce 1991 na Georgetownské univerzitě v institutu Mezinárodních ekonomických styků absolvovala speciální program pro vedoucí činitele. Hovoří litevsky, anglicky, rusky, polsky a francouzsky.
V letech 2001 až 2004 byla litevskou ministryní financí. V květnu 2004 se stala členkou Evropské komise v čele s Romanem Prodim zodpovědnou za oblast rozpočtu a finančního programování. Od listopadu 2004 se stala členkou Evropské komise v čele s José Barrosem a jejím portfóliem byly vzdělávání a kultura.

### První prezidentka Litvy
17. května 2009 byla v prvním kole jako první žena zvolena prezidentkou Litvy, když získala 68,21 % hlasů, při volební účasti téměř 52 % oprávněných voličů. Inaugurace se konala 12. července 2009.
V roce 2014 se rozhodla kandidovat na druhé funkční období, v prvním kole prezidentských voleb získala 45,89 % hlasů a postoupila do druhého kola společně s bývalým ministrem financí a europoslancem Zigmantasem Balčytisem, který získal 13,62 % hlasů. Druhé kolo voleb v květnu 2014 vyhrála ziskem 57,9 % hlasů, Balčytis získal 40,1 % hlasů.

#### Zhoršení litevsko-ruských vztahů
V listopadu 2014 označila Dalia Grybauskaitė Rusko za „teroristický stát“ a obvinila jej z „agrese proti Ukrajině“. Proti tomu se ostře ohradilo ruské ministerstvo zahraničí, které její slova označilo za extremistická. Skupina poslanců ruské Státní dumy vedená komunisty vyzvala ruskou vládu, aby s Litvou přerušila diplomatické styky. Ani poté prezidentka své výroky nezmírnila. „Na východě Ukrajiny operují ruští vojáci. Stát, který vysílá k sousedovi těžkou bojovou techniku bez označení, vykazuje příznaky terorismu,“ uvedla.
Na konci února 2015 podpořila obnovení povinné branné povinnosti Litevců v důsledku ruské agrese na Ukrajině.

## Vyznamenání
- komtur Řádu litevského velkoknížete Gediminase, Litva, 25. června 2003[8]
- velkokříž Řádu Vitolda Velikého se zlatým řetězem, Litva, 10. července 2009[8]
- velkokříž s řetězem Řádu tří hvězd, Lotyšsko, 4. února 2011[9]
- velkokříž Řádu svatého Olafa, Norsko, 5. dubna 2011[10]
- velkokříž Řádu islandského sokola, Island, 25. srpna 2011[11]
- Řád Xirka Ġieħ ir-Repubblika, Malta, 29. května 2012[12]
- velkodůstojníci Řádu svatého Karla, Monako, 15. října 2012[13]
- velkokříž s řetězem Řádu bílé růže, Finsko, 14. května 2013[14]
- Řád kříže země Panny Marie I. třídy s řetězem, Estonsko, 16. května 2013[15]
- velkokříž speciální třídy Záslužného řádu Spolkové republiky Německo, Německo, 11. července 2013
- Řád republiky, Moldavsko, 22. dubna 2015[16]
- rytíř Řádu Serafínů, Švédsko, 7. října 2015[17]
- řetěz Maltézského záslužného řádu, Suverénní řád Maltézských rytířů, 29. října 2015[18]
- Řád za mimořádné zásluhy, Slovinsko, 1. dubna 2016, za podporu Slovinska a jeho integraci do mezinárodního společenství, za posilování přátelských vztahů a vynikající spolupráci v Evropské unii[19]
- velkokříž s řetězem Řádu rumunské hvězdy, Rumunsko, 18. května 2016
- velkokříž Řádu nizozemského lva, Nizozemsko, 13. června 2018[20]
- velkokříž s řetězem Řádu zásluh o Italskou republiku, Itálie, 22. června 2018[21]
- Řád svobody, Ukrajina, 7. prosince 2018[22]
- rytíř Řádu bílé orlice, Polsko, 21. ledna 2019[23]
- Kříž uznání I. třídy, Lotyšsko